# Charles Kemper
Charles Lionel Kemper (Oklahoma, 6 de setembro de 1900 - Burbank, 12 de maio de 1950) foi um ator norte-americano. Ator de teatro com papéis memoráveis em filmes, como The Southerner, Scarlet Street ou Yellow Sky. Foi presidente do "Masquers Club" entre os anos de 1947 e 1949.

## Morte
Morreu em um acidente de carro aos 49 anos.

## Filmografia
| ano  | título                     |
| ---- | -------------------------- |
| 1945 | The Southerner             |
| 1945 | An Angel Comes to Brooklyn |
| 1945 | Scarlet Street             |
| 1946 | Gallant Journey            |
| 1946 | Sister Kenny               |
| 1947 | The Shocking Miss Pilgrim  |
| 1947 | King of the Wild Horses    |
| 1947 | Gunfighters                |
| 1947 | That Hagen Girl            |
| 1948 | Fury at Furnace Creek      |
| 1948 | Fighting Father Dunne      |
| 1948 | Belle Starr's Daughter     |
| 1948 | Yellow Sky                 |
| 1949 | Adventure in Baltimore     |
| 1949 | The Doolins of Oklahoma    |
| 1949 | Intruder in the Dust       |
| 1950 | The Nevadan                |
| 1950 | Stars in My Crown          |
| 1950 | A Ticket to Tomahawk       |
| 1950 | Wagon Master               |
| 1950 | Where Danger Lives         |
| 1950 | Mr. Music                  |
| 1950 | California Passage         |
| 1951 | On Dangerous Ground        |